# Российский государственный исторический архив Дальнего Востока
Российский государственный исторический архив Дальнего Востока (РГИА ДВ) — федеральный государственный архив Российской Федерации. В архиве хранятся документы по истории Хабаровского, Приморского, Камчатского и Забайкальского краев, Амурской и Сахалинской областей Дальнего Востока, преимущественно за период с середины XIX века до 1940 года. Единственный государственный архив федерального уровня, располагающийся во Владивостоке.

## История
Архив основан в 1943 году как Центральный государственный архив РСФСР Дальнего Востока, на базе дальневосточных архивов, которые были перевезены из Минусинска в Томск.
В 1991 году Советом Министров СССР принято постановление о переводе архива из Томска во Владивосток.
В 1992 году архив переименован в Российский государственный исторический архив Дальнего Востока.
К 2006 году архив завершил переезд, но часть фондов находится в складированном состоянии.